# Землетрясение на Новой Ирландии (2010)
Землетрясение магнитудой 6,6 произошло 20 марта 2010 года в 14:00:49 (UTC) в прибрежной зоне острова Новая Ирландия, Папуа — Новая Гвинея, в 93,3 км к северу от города Рабаул. Гипоцентр землетрясения располагался на глубине 414,6 километров. В результате землетрясения сообщений о жертвах и разрушениях не поступало.

## Тектонические условия региона
Северная граница между австралийской и тихоокеанской плитами имеет протяжённость более 4000 км и простирается от Зондского жёлоба (Ява) на западе до Соломоновых островов на востоке. Восточная граница плит, длиной более 2300 км, простирается на запад от северо-востока австралийского континента и Кораллового моря до пересечения с восточным побережьем Папуа-Новой Гвинеи. На границе преобладает субдукция Австралийской плиты.
В том месте, где на востоке выклинивается Новобританский глубокий жёлоб, после незначительного сужения его бортов начинается Бугенвильский глубокий жёлоб (9103 м). По отношению к Новобританскому жёлобу он ориентирован почти под прямым углом, а перемычка между ними образована островершинной подводной возвышенностью, продолжающей к югу периклиналь острова Новая Ирландия. В юго-восточном направлении шарнир Бугенвильского жёлоба постепенно воздымается от 5000 до 4000 м, а единая прежде жёлобоподобная форма исчезает, на её месте возникает несколько узких локальных депрессий того же юго-восточного направления. От области воздымания шарнира ещё дальше к юго-востоку начинается чётко обозначенный Южно-Соломонов жёлоб (8487 м). На некоторых картах он называется жёлобом Сан-Кристобаль. Иногда его объединяют с Бугенвильским жёлобом под общим названием Южно-Соломонов глубоководный жёлоб.
Вдоль Южно-Соломонова жёлоба Австралийская плита сходится с Тихоокеанской плитой со скоростью примерно 95 мм/год в направлении восток-северо-восток. Сейсмичность вдоль жёлоба в основном связана с субдукционной тектоникой, здесь распространены сильные землетрясения: с 1900 года было зарегистрировано 13 землетрясений с магнитудой 7,5 и более. 1 апреля 2007 года произошло землетрясение M8,1 на западном конце жёлоба, породившее цунами и погубившее не менее 40 человек. Это было третье мощное землетрясение, связанное с этой зоной субдукции в прошлом столетии; два других произошли в 1939 и 1977 годах.
Далее к востоку от Новобританского жёлоба происходит взаимодействие нескольких микроплит, окружающих границу Австралии и Тихого океана, включая ориентированное с севера на юг морское дно в котловине Вудларка к югу от Соломоновых островов. Они поддерживают общую северную субдукцию Австралийской литосферной плиты под Тихоокеанскую плиту. Большинство крупных и сильных землетрясений к востоку от Новой Гвинеи связаны с этой субдукцией; такие землетрясения обычно сосредоточены в жёлобе к югу от Новой Ирландии. С 1900 года было зарегистрировано 33 землетрясения магнитудой 7,5+, в том числе три землетрясения магнитудой 8,1 в 1906, 1919 и 2007 годах.
Западная часть границы между Австралийской и Тихоокеанской плитами, возможно, является наиболее сложной частью этой границы, простирающейся на 2000 км от Индонезии и моря Банда до восточной части Новой Гвинеи. Граница в основном сходится вдоль сегмента островной дуги, охватывающей всю ширину Новой Гвинеи, но области вблизи краёв погружающейся континентальной окраины Австралии также включают относительно короткие сегменты разнообразной деформации. Доминирующее сближение обусловлено укорочением и поднятием в полосе шириной 250—350 км в северной части Новой Гвинеи, а также медленной субдукцией на юге Тихоокеанской плиты к северу от Новой Гвинеи. Здесь относительная скорость взаимодействия Австралийской и Тихоокеанской плиты составляет приблизительно 110 мм/год, что приводит к подъёму на 2—8 мм/год в нагорьях Новой Гвинеи.
В то время как северная полоса деформации является относительно размытой к востоку от границы между Индонезией и Папуа-Новой Гвинеей, в западной части Новой Гвинеи имеется по меньшей мере два небольших (<100 000 км²) блока относительно недеформированной литосферы. Самым западным из них является микроплита полуострова Чендравасих в индонезийской провинции Западное Папуа, ограниченный на юге жёлобом Серам. Первоначально жёлоб Серам был интерпретирован как экстремальный изгиб Зондского жёлоба, но теперь считается, что он представляет собой самостоятельную зону субдукции между полуостровом Чендравасих и морем Банда.
С 1900 года в регионе Новой Гвинеи было зарегистрировано 22 землетрясения с магнитудой 7,5+. Основными механизмами землетрясений являются толчки и проскальзывания, связанные со столкновением континентальной дуги и относительными движениями между многочисленными локальными микроплитами. Крупнейшим в регионе стало землетрясение с магнитудой 8,2 в индонезийской провинции Папуа, в результате которого в 1996 году погибло 166 человек.
Западная часть северной границы Австралийской плиты простирается примерно на 4800 км от Новой Гвинеи до Суматры и в основном отделяет Австралийскую плиту от Евразийской, включая Зондскую плиту. Здесь плиты в основном сходятся с возникновением субдукции в Зондском жёлобе.
На востоке эта граница простирается от островов Кай до Сумбы вдоль Тиморского трога, смещаясь на 250 км к югу от Сумбы. В отличие от более ранних тектонических моделей, в которых этот жёлоб интерпретировался как элемент субдукции, связанный с Зондской зоной субдукции, в настоящее время считается, что он представляет собой самостоятельную область деформации, связанную со столкновением континентального края Австралийской плиты и вулканической дугой Евразийской плиты, образовавшуюся в последние 5—8 млн лет. До начала столкновения Зондская зона субдукции простиралась на восток, по крайней мере, до островов Кай, о чём свидетельствует наличие сейсмической зоны, опускающейся на север под Восточный Тимор. Более детальное изучение сейсмической зоны вдоль её восточного сегмента показало наличие разлома на средних глубинах под Тимором, а сейсмические механизмы указывают на распространяющийся на восток разрыв в нисходящей плите, где отрицательно плавучая океаническая литосфера отделяется от положительно плавучей континентальной литосферы. Исследования показывают, что регион вокруг Тимора в настоящее время больше не связан с Евразийской плитой, а вместо этого движется почти с той же скоростью, что и Австралийская плита, но самостоятельно.
Землетрясения в восточной Индонезии происходят часто, но мощные землетрясения, связанные с субдукцией, встречаются редко. С 1900 года было зарегистрировано 9 землетрясений с магнитудой 7.5+ от островов Кай до Сумбы. Самым крупным из них было сильное землетрясение в море Банда в 1938 году (M8.5), которое не привело к большому количеству жертв.